# 池田長賢
池田 長賢（いけだ ながかた）は、江戸時代前期の旗本寄合。

## 略歴
慶長9年（1604年）、池田長吉の五男として誕生。母は濱嶋氏。初名は長治。
元和3年（1617年）より徳川家光に近侍する。後に小姓となり、蔵米500俵を与えられる。元和8年（1622年）6月1日、小姓組の組頭となった。翌元和9年（1623年）、従五位下に叙し、帯刀と称し、蔵米を改められ、武蔵国埼玉郡において采地1000石を知行する。寛永3年（1626年）、常陸国真壁郡・新治郡・下野国芳賀郡のうちにおいて2000を加増される。寛永11年（1634年）6月16日、書院番の番頭となり、翌寛永12年（1635年）12月24日、下総国香取郡・匝瑳郡のうちにおいて3000石を加えられ、所領は6000石となった。慶安3年（1650年）11月19日、大番頭となった。
寛文4年（1664年）2月5日、死去。61歳。跡を子・長清が継いだ。

## 系譜
- 父：池田長吉（1570-1614）
- 母：濱嶋氏
- 正室：内藤忠重の娘
  - 男子：池田長清（1645-1710）
- 生母不明の子女
  - 女子：水野勝忠室、離縁後、松平康朗室
  - 女子：竹中重高室